# Louis Marcus
Louis Marcus (* 1936 in Cork, Irland) ist ein irischer Dokumentarfilmer, Filmregisseur, Filmproduzent und Autor, der 1974 und 1976 jeweils für einen Oscar nominiert war.

## Biografie

### Biografische Daten
Marcus wurde als Kind einer irisch-jüdischen Familie geboren. Er besuchte das University College Cork. Sein Bruder David (1924–2009) war Schriftsteller, seine Söhne Shimmy (1966) und Joe sind ebenfalls irische Filmemacher. Louis Marcus’ Großvater Louis Roseberg floh 1882 aus Akmenė, heute Litauen, seinerzeit von Russland okkupiert, vor der Verfolgung durch das russische Reich nach Cobh im County Cork. Louis Marcus ist Mitglied von Aosdána und Ehrenmitglied der Royal Hibernian Academy, einer künstlerorientierten Institution in Irland. Zudem ist er Gründer und Herausgeber der Zeitschrift Guth na Scannán.
Seit er sich vom Film zurückgezogen hat, konzentriert Marcus sich aufs Zeichnen und Malen, hauptsächlich in Pastell und Öl. Seine Arbeiten werden regelmäßig in Dublin ausgestellt.

### Filmarbeiten
Louis Marcus begann seine Filmkarriere 1958/1959 in Dublin als Schnittassistent, 1959 drehte er seinen ersten Film über den irischen Bildhauer und Steinmetz Seamus Murphy. Die Themen, denen Marcus sich in seinen Filmen in erster Linie gewidmet hat, betreffend soziales Leben, irische Traditionen, Geschichte und Kunst.
Der Kurzfilm Fleá Ceoil von 1967, der in der Bundesrepublik Deutschland unter dem Titel Volksmusik-Festival lief, und einer der Filme während der Internationalen Filmfestspiele Berlin war, brachte Marcus den Silbernen Bären ein.
Für und mit seinem Dokumentar-Kurzfilm Páistí ag obair (deutsch Kinder bei der Arbeit) von 1973, einem Lehrfilm, in dem Kinder bei ihren Aktivitäten in Montessori-Kindergärten beobachtet und spielerisch an zielgerichtete Bewegungen herangeführt werden, erhielt Marcus eine Nominierung für einen Oscar.
Der Film gewann zudem beim Cork Film Festival den Internationalen Critics Award und wurde beim London Film Festival als einer der herausragenden Filme des Jahres ausgewählt. Der von Marcus 1975 veröffentlichte Kurzfilm Conquest of Light, bei dem er Regie führte und als Editor auftrat, brachte ihm seine zweite Oscarnominierung ein. Der Film beschäftigt sich mit einem Verfahren zur Herstellung von Waterford-Kristallen in Irland.
In dem 1998 veröffentlichten Dokumentarfilm 1798 Agus Ó Shin thematisierte Marcus die Irische Rebellion von 1798, in der die irische Bevölkerung gegen die britische Herrschaft im Königreich Irland rebellierte, um die Unabhängigkeit Irlands zu erreichen. Der Film stellt etliche der populären Mythen über die Rebellion in Frage.
In seinem Dokumentarfilm No Rootless Colonists: Na Gaeil-Phrotastúnaigh von 2003 setzte sich Marcus mit der Vorstellung auseinander, dass die irische Sprache nur den Katholiken gehöre.

## Filmografie (Auswahl)
- 1959: Mise Éire (Dokumentation; Schnittassistenz)
- 1961: Saoirse? (Dokumentation; Schnittassistenz)
- 1966: An Tine Bheo (Dokumentarfilm; Regie)
- 1967: Fleá Ceoil (Kurzfilm; Regie, Autor)
- 1973: Páistí ag obair (Dokumentar-Kurzfilm; Produzent)
- 1975: Conquest of Light (Kurzfilm; Regie, Produzent, Editor)
- 1994: The Irish Condition (Fernseh-Dokumentarserie; Regie)
- 1995: Famine (Fernseh-Dokumentarserie; Regie, Produzent)
- 1998: 1798 Agus Ó Shin (Dokumentarfilm; Regie, Produzent)
- 2003: No Rootless Colonists: Na Gaeil-Phrotastúnaigh (Dokumentarfilm; Regie, Produzent)
- 2005: Cosc Ar Ghnéas/A Ban on Sex (Fernsehfilm-dokumentarisch; Regie, Produzent, Autor)
- 2011: Sinking Sands (Schauspieler)

## Auszeichnungen
Internationale Filmfestspiele Berlin 1967
- Gewinner des Silbernen Bären für und mit dem Kurzfilm Flea Ceoil

Oscarverleihung 1974
- Oscarnominierung für und mit Paisti ag obair in der Kategorie „Bester Dokumentar-Kurzfilm“. Der Oscar ging jedoch an Julian Krainin und DeWitt Sage und ihren Film Princeton: A Search for Answers, in dem Lehrer und Schüler der Princeton University porträtiert werden.

Oscarverleihung 1976
- Oscarnominierung für und mit Conquest of Light in der Kategorie „Bester Kurzfilm“. Die Auszeichnung ging jedoch an Bert Salzman und sein Kurzfilmdrama Angel and Big Joe. Im Film befindet sich Angel, der älteste Sohn einer puerto-ricanischen Familie, im Zwiespalt, ob er bei Big Joe, mit dem er sich angefreundet hat, bleiben oder zusammen mit seiner Familie dem Ruf seines Vaters folgen soll.
- 1995: Jahrespreis des Irish Film Institute
- 2005: Achievement Award
- 2011: Preis der Screen Directors Guild of Ireland/Foras na Gaeilge für herausragende Arbeiten in irischer Sprache